# Palacio Filomarino
El palacio Filomarino es un edificio monumental situado en Spaccanapoli, en el centro histórico de Nápoles, Italia. A lo largo de los siglos, fue residencia de conocidas familias nobles napolitanas, o personalidades como los filósofos Giambattista Vico y Benedetto Croce. Actualmente, algunos locales del edificio albergan el Instituto Italiano de Estudios Históricos, fundado por Croce, y la Fundación Biblioteca Benedetto Croce.

## Historia
La construcción del palacio es atribuida a Giovanni Francesco di Palma, discípulo y yerno del arquitecto Giovanni Francesco Donadio, conocido como il Mormando. Originalmente, el edificio era propiedad de la familia Sanseverino di Bisignano y se levantaba en el lugar donde tenía casa un tal Giovannello Brancaccio (correspondiente al ala oeste del palacio actual). Bernardino Sanseverino quiso ampliar el edificio, pidiendo a la República de Venecia una parcela de los terrenos que el rey Ladislao I le había donado para que sirvieran de hogar a los ciudadanos venecianos residentes en Nápoles; esta parcela correspondía al jardín de Palazzo Venezia. Los trabajos de ampliación empezaron en 1512. En 1535, Carlos V fue acogido por el hijo de Bernardino, Pier Antonio Sanserverino, quien para la ocasión hizo derribar algunos tabiques para conseguir un majestuoso salón. La casa de Sanseverino di Bisignano se extinguió con la muerte de su hijo Nicola Bernardino, en 1606; el palacio fue adquirido por el aristócrata Tommaso Filomarino, de la casa de Filomarino della Rocca.
Durante la revuelta antiespañola de Masaniello, el palacio fue utilizado por los insurgentes como puesto avanzado contra los soldados españoles que ocupaban el campanario de la basílica de Santa Clara. Los enfrentamientos empezaron el 7 de octubre de 1647 y se prolongaron durante muchos meses. Los cañonazos de los soldados de Felipe IV devastaron el área alrededor de la iglesia del Gesù Nuovo, derribando también la parte superior del Palazzo Filomarino. Posteriormente, en 1650, Francesco Filomarino se dedicó de inmediato a la reconstrucción del palacio. Sus sucesores embellecieron la residencia y en ella hicieron una rica galería de arte, que albergaba alrededor de doscientos pinturas, una colección de trescientos retratos de personajes famosos, medallas, camafeos y otras piezas de plata y cristal.
A comienzos del siglo XVIII, Giambattista Filomarino confió a Ferdinando Sanfelice la realización de la portada tal y como aparece hoy, finalizada en 1731, y la escalera monumental interior. En la primera mitad del siglo XIX, la casa de Filomarino della Rocca se extinguió con el príncipe Giacomo; a su muerte, acontecida en 1840, el palacio ya se había dividido entre varios dueños. Posteriormente, Benedetto Croce adquirió la segunda planta del edificio; por eso, durante la época fascista el palacio fue rigurosamente vigilado por la policía de Mussolini, considerándolo un cueva de subversivos antifacistas. Croce fundó el Instituto Italiano de Estudios Históricos en un piso adyacente al suyo, donde falleció el 20 de noviembre de 1952 y que actualmente alberga la Fundación Biblioteca Benedetto Croce.

## Descripción
Giovanni Francesco Di Palma realizó una estructura que se desarrolla alrededor del asombroso porche interior. Junto a los palazzi Orsini di Gravina y Caracciolo di Santobuono, es la última morada patricia de la ciudad que conserva la logia en los cuatro lados del patio. En este caso, el gran arco correspondiente al vestíbulo sigue la composición jónica de Mormando, creando un notable efecto escenográfico con los dos arcos laterales de donde inicia el porche.
Palazzo Filomarino se caracteriza por su multiplicidad de estilos. De hecho, la suntuosa portada de piperno es de época barroca, así como la escalera monumental, también de piperno exceptuando los elementos decorativos de mármol, mientras que los balcones de la segunda planta son de estilo neoclásico. Algunas restauraciones llevadas a cabo en el siglo XX en la escalera han sacado a la luz dos arcos apuntados, restos de un preexistente edificio de la época angevina.

## Galería de imágenes

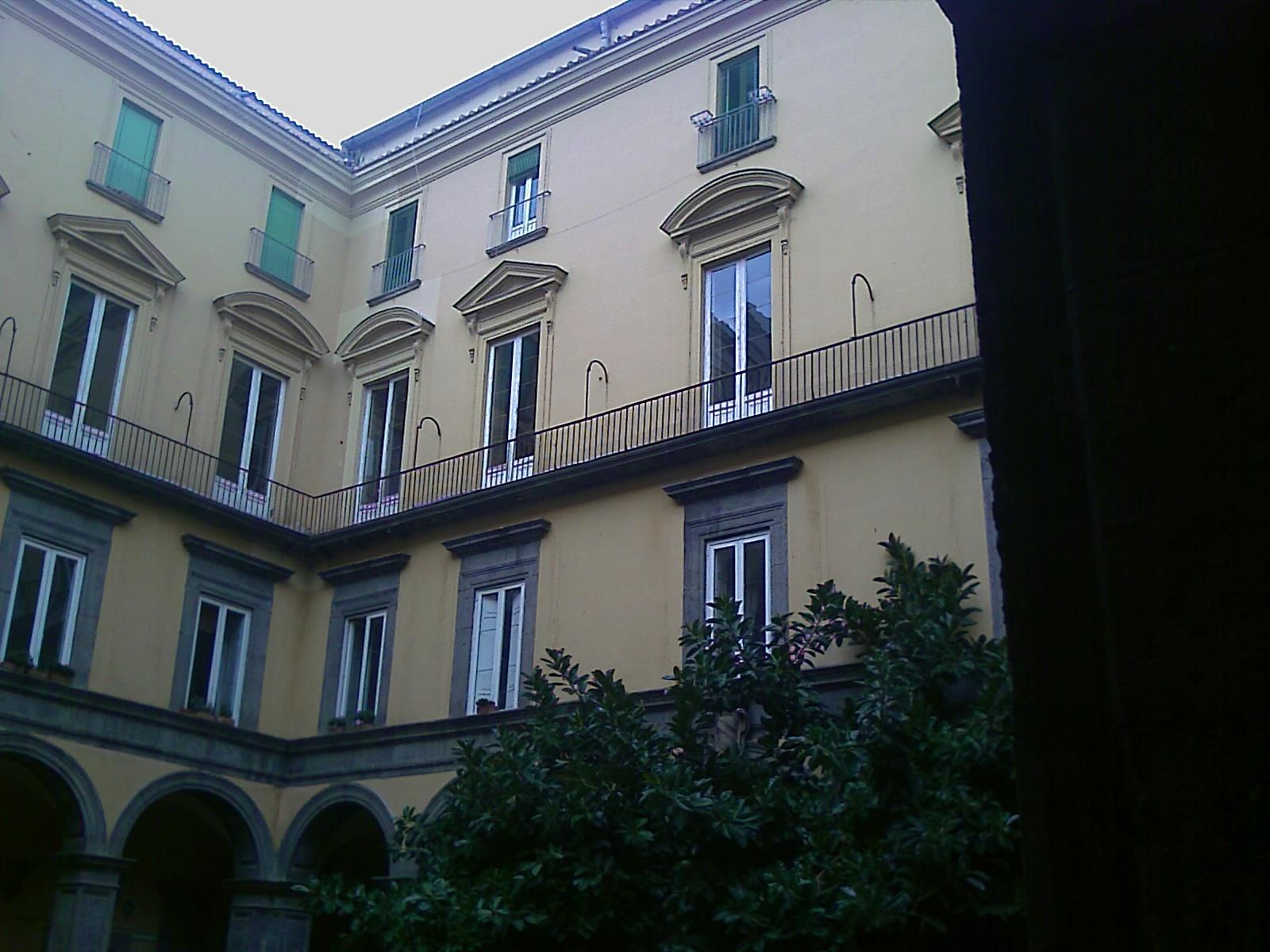
Interior.
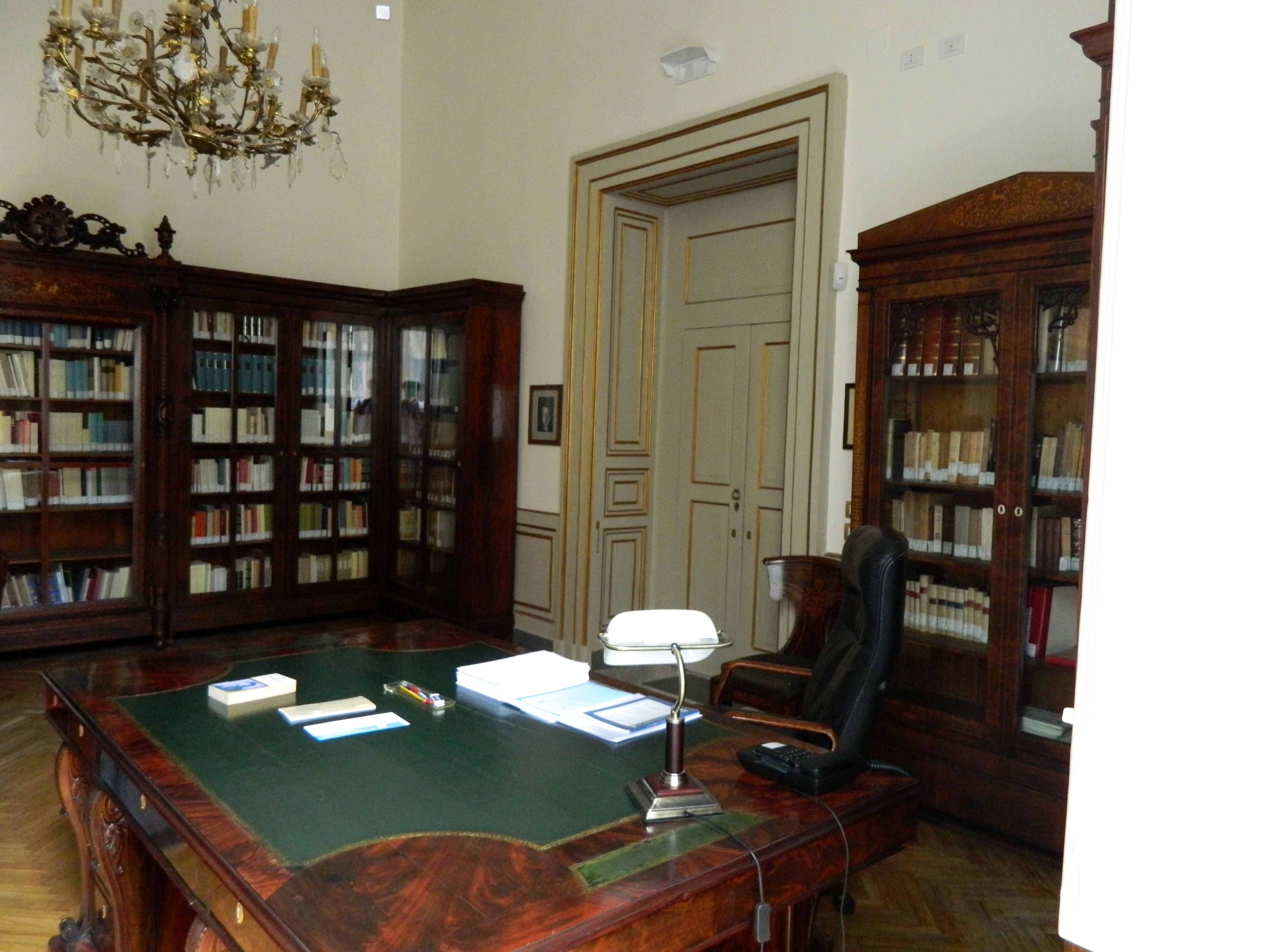
Un cuarto del apartamento de Benedetto Croce.
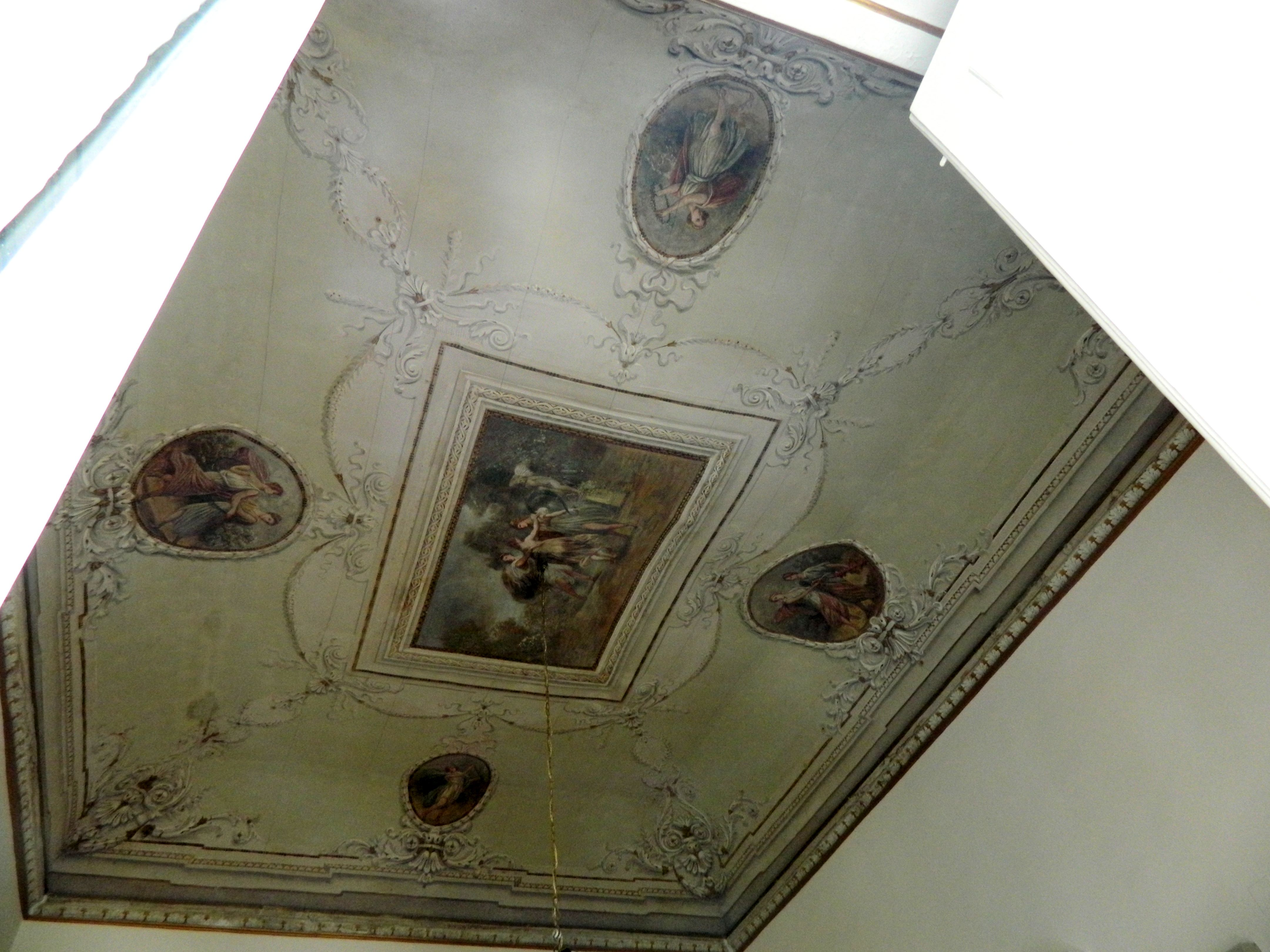
Fresco en una habitación de Croce.